# Paulina Gaitán
Paulina Gaitán Ruiz (Villahermosa, Tabasco, México; 23 de julio de 1992) es una actriz y cantante mexicana de cine y televisión.

## Carrera
Paulina Gaitán comenzó a actuar a la edad de 9 años y a la edad de 12 años obtuvo un papel importante en la película Voces inocentes del director mexicano Luis Mandoki, que trata sobre la guerra civil en El Salvador. También grabó su primer disco como cantante al lado del productor Rodney Jerkins el cual es de estilo pop y está cantado en inglés.
Actuó en la película de Cary Joji Fukunaga Sin nombre, donde interpretó el papel de Sayra, una chica hondureña que trata de llegar a Estados Unidos con su familia. A lo largo de la película, su personaje se enamora de "El Casper" (Willy), un miembro de la Mara Salvatrucha, interpretado por el actor Edgar Flores.
Gaitán también actuó como una muchacha secuestrada por traficantes sexuales en 2007, en la película Crimen sin perdón junto a Kevin Kline.
En 2016 actuó en el filme de acción Crossing Point, donde interpretó a Lucille, la sobrina de un miembro del Cartel de Tijuana, quién se enamora de Michael (Shawn Lock), un norteamericano víctima de traficantes de droga robada a otro cartel y reclutado como mula en esta ciudad mexicana para pasar a la droga a EUA o Estados Unidos.
En televisión participó en XY, de Once TV México, y en Las Aparicio para Cadena Tres, y en el año 2012 participó en la serie The River.
Luego, bajo la producción de HBO y Latin America Originals hace su aparición en la serie Sr. Ávila.
Participa además en la película Deseo, en la que actúan Edith González, Christian Bach, Paola Núñez y Gaitán, en ese entonces de 21 años. Se filmó en Guanajuato y fue dirigida por Antonio Zavala, con música de Lila Downs.

## Filmografía

### Cine
| Año  | Título                                | Papel     | Notas        |
| ---- | ------------------------------------- | --------- | ------------ |
| 2004 | Animales en peligro                   |           | Rol de voz   |
| 2004 | Voces inocentes                       | Angelita  |              |
| 2006 | Morirse en Domingo                    | Isabel    |              |
| 2007 | Crimen sin perdón                     | Adriana   |              |
| 2007 | Cuando las cosas suceden              | Fernanda  |              |
| 2008 | Cosas insignificantes                 | Esmeralda |              |
| 2009 | Sin nombre                            | Sayra     |              |
| 2009 | La mitad del mundo                    | Paulina   |              |
| 2010 | En tus manos                          | Zuvely    | Cortometraje |
| 2010 | Somos lo que hay                      | Sabina    |              |
| 2010 | Días de gracia                        | Camila    |              |
| 2010 | Las paredes hablan                    | Lupe      |              |
| 2011 | El Bukanas                            | Ashley    |              |
| 2013 | Deseo                                 | La Niña   |              |
| 2014 | Eddie Reynolds y los Ángeles de Acero | Natalia   |              |
| 2016 | Crossing Point                        | Lucille   |              |
| 2017 | Donde corre el agua                   | Paulina   |              |
| 2019 | Niñas bien                            | Ana Paula |              |
| 2019 | Souvenir                              | Isabel    |              |
| 2019 | Territorio                            | Lupe      |              |
| 2022 | Me casé con un idiota                 | Flor      |              |
| 2025 | Turno nocturno                        | Maria     |              |

### Series
| Año  | Título                      | Papel                    | Notas                                                  |
| ---- | --------------------------- | ------------------------ | ------------------------------------------------------ |
| 2006 | Lo que callamos las mujeres |                          | Episodio: "Los pasos de mamá" / "Mercado de inocencia" |
| 2007 | Cielo                       | Cielo                    |                                                        |
| 2010 | Las Aparicio                | Ileana                   |                                                        |
| 2009 | Capadocia                   | Andrea Marín             | Segunda temporada                                      |
| 2009 | XY                          | Larissa (hija de Tony)   | Primera temporada                                      |
| 2012 | The River                   | Jahel                    |                                                        |
| 2015 | Señorita Pólvora            | Lady Beretta             |                                                        |
| 2015 | Narcos                      | La Tata                  |                                                        |
| 2018 | El rey del Valle            | Margarita Guzmán         |                                                        |
| 2018 | Diablo Guardián             | Violetta                 | Papel protagónico                                      |
| 2018 | Señora Acero 5              | Leticia Moreno           |                                                        |
| 2020 | El presidente               | María Inés "Nené" Facuse |                                                        |
| 2021 | Asesino del olvido          | Jimena Guerra            |                                                        |
| 2022 | Código implacable           | Marcela Beltrán          | Papel protagónico                                      |
| 2022 | Belascoarán                 | Irene                    |                                                        |
| 2022 | No fue mi culpa (Mexico)    | Mariana                  |                                                        |
| 2023 | P#t@s redes sociales        | Amanda                   | Papel protagónico                                      |